# ذفراء
ذفراء أو قَفِيل (الاسم العلمي Haplophyllum). جنس نباتات عشبية معمرة من الفصيلة السذابية. أنواعها 53 منتشرة في جميع أنحاء العالم.

## من أنواعهاالواطنةفيالوطن العربي
- الذفراء الأرمنية (باللاتينية: Haplophyllum fruticulosum) في بلاد الشام
- الذفراء بروسونية الأوراق (باللاتينية: Haplophyllum broussonetianum) في المغرب العربي
- ذفراء بكسبوم (باللاتينية: Haplophyllum buxbaumii) في بلاد الشام والمغرب العربي
- ذفراء بلانش (باللاتينية: Haplophyllum blanchei) في بلاد الشام
- ذفراء بور (باللاتينية: Haplophyllum poorei) في بلاد الشام
- الذفراء الجنيبية (باللاتينية: Haplophyllum fruticulosum) في بلاد الشام
- الذفراء الخابورية (باللاتينية: Haplophyllum chaborasium) في بلاد الشام
- الذفراء ريشية القلم (باللاتينية: Haplophyllum ptilostylum) في بلاد الشام
- الذفراء زكية الرائحة (باللاتينية: Haplophyllum suaveolens) في بلاد الشام
- الذفراء طويلة الأوراق (باللاتينية: Haplophyllum longifolium ) في بلاد الشام
- الذفراء العسقولية (باللاتينية: Haplophyllum tuberculatum) في بلاد الشام والمغرب العربي
- الذفراء كتانية الأوراق (باللاتينية: Haplophyllum linifolium) في المغرب العربي